# 王遵明
王遵明（1913年—1988年），男，江西南昌人，中国机械工程专家、机械工程教育家，中国球墨铸铁开拓者之一，曾任第二、三、四、五、六届全国政协委员。